# Барон Стрейндж

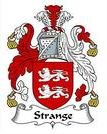
Герб лордов Стрейндж из Нокина

Барон Стрейндж — наследственный титул, созданный четыре раз в системе пэрства Англии (1295, 1299, 1325, 1628 годы).

## Креация 1295 года
Впервые титул барона Стрейнджа был создан в 1295 году для Роджера де Стрейнджа, вызванного в парламент Англии как лорд Стрейндж. После его смерти в 1311 году титул вернулся короне.

## Креация 1299 года

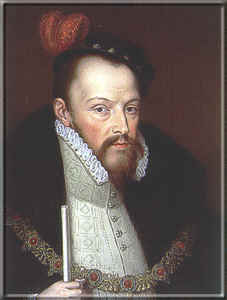
Томас Стэнли, 2-й граф Дерби

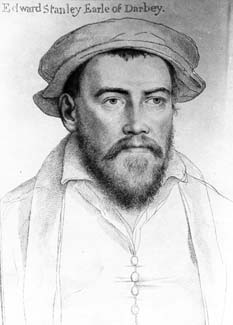
Эдвард Стэнли, 3-й граф Дерби

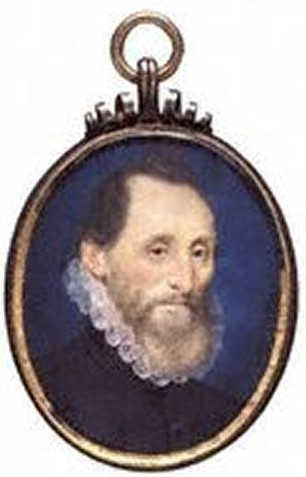
Генри Стэнли, 4-й граф Дерби

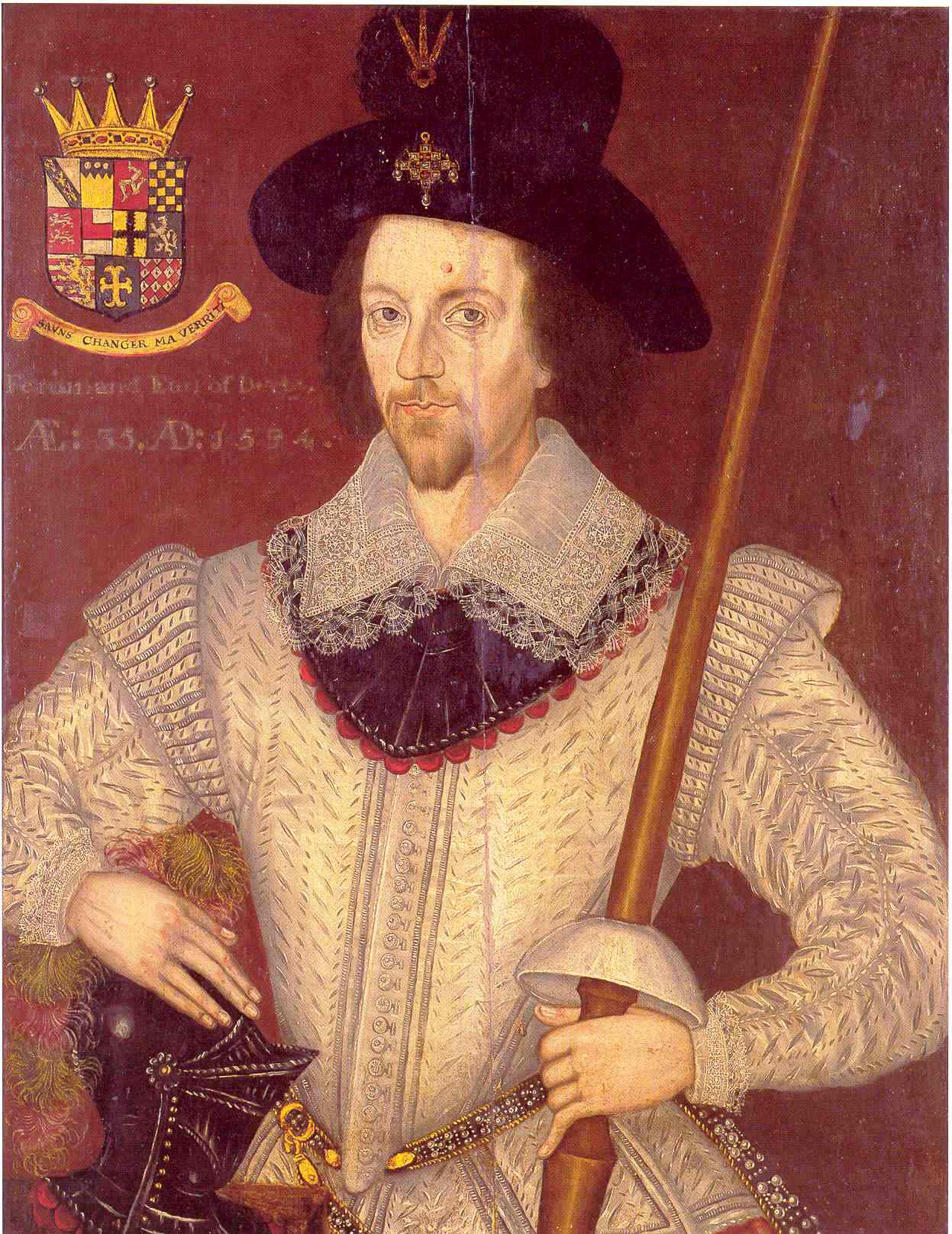
Фердинандо Стэнли, 5-й граф Дерби

Вторично титул барона Стрейнджа был создан в 1299 году для Джона ле Стрейнджа (ок. 1254—1309), вызванного в парламент как лорд Стрейндж. Этот титул также часто называют «барон Стрейндж де Нокин» или «барон Стрейндж из Нокина». Джоан ле Стрейндж, 9-я баронесса Стрейндж, в 1482 году стала женой Джорджа Стэнли (1460—1503), сына Томаса Стэнли, 1-го графа Дерби. Джордж был вызван в парламент как лорд Стрейндж по праву жены. Их сын Томас Стэнли унаследовал титулы 2-го графа Дерби и 10-го барона Стрейнджа.
В 1594 году, после смерти Фердинандо Стэнли, 5-го графа Дерби и 13-го барона Стрейнджа, титул графа Дерби унаследовал его младший брат Уильям (1561—1642). На титулы барона Стрейнджа и барона Моэна из Данстера и Стэнли стали претендовать три дочери покойного графа, Энн (1580—1647), Фрэнсис (1583—1636) и Элизабет (1588—1633). В течение следующих 327 лет титул барона Стрейнджа оставался в состоянии неопределенности.
В 1921 году титул был восстановлен для Элизабет Фрэнсис Филиппс, виконтессы Сент-Дэвидс (1884—1974), которая стала 14-й баронессой Стрейндж. Она была второй женой Джона Филиппса, 1-го виконта Сент-Дэвидса (1860—1938). В том же году она получила титулы баронессы Хангерфорд и баронессы де Молинс. В 1974 году, после смерти Элизабет Фрэнсис Филиппс, титулы унаследовал её сын, к тому моменту сменивший отца в качестве виконта Сент-Дэвидса. По состоянию на 2013 год обладателем титула являлся внук 2-го виконта Родри Колвин Филиппс, 4-й виконт Сент-Дэвидс и 17-й барон Стрейндж (родился в 1966).

## Креация 1325 года
В третий раз титул барона Стрейнджа был создан в 1325 году для сэра Эвбула ле Стрейнджа, который был вызван в парламент в качестве лорда Стрейнджа. В 1335 году после его смерти титул перешёл в состояние бездействия.

## Креация 1628 года
Уильям Стэнли, 6-й граф Дерби (1561—1642), ошибочно именовался бароном Стрейнджем после смерти своего старшего брата, Фердинандо Стэнли, 5-го графа Дерби, в 1594 году. В 1628 году его сын и наследник, Джеймс Стэнли (1607—1651), был вызван в Палату лордов в качестве лорда Стрейнджа. Когда было обнаружено, что претензии его отца на баронство были ошибочны, было решено, что существует два баронства Стрейндж, креации 1299 года, находящейся в состоянии неопределенности, и креации 1628 года, созданной «случайно». Джеймс Стэнли позднее сменил своего отца в качестве 7-го графа Дерби.
В 1702 году после смерти Уильяма Стэнли, 9-го графа Дерби и 3-го барона Стрейнджа (1655—1702), графство унаследовал его младший брат, Джеймс Стэнли, 10-й граф Дерби (1664—1736), а на баронство стали претендовать две дочери покойного графа, леди Генриетта и леди Элизабет. После смерти леди Элизабет в 1714 году её сестра Генриетта Стэнли (1687—1718) была признана как 4-я баронесса Стрейндж. Её первым мужем был Джон Энсли, 4-й граф Англси (1676—1710), вторично вышла замуж за Джона Эшбурнхема, 1-го графа Эшбурнхема (1687—1737). Леди Стрейндж наследовала её дочь от второго брака, Генриетта Бриджит Эшбурнхем, 5-я баронесса Стрейндж (ум. 1732). Тем не менее, она умерла незамужней в раннем возрасте, её наследовал Джеймс Стэнли, 10-й граф Дерби (1664—1736), который стал 6-м бароном Стрейнджем
Лорд Дерби был бездетным, ему наследовал в звании барона его двоюродный брат, Джеймс Мюррей, 2-й герцог Атолл (1690—1764), который стал 7-м бароном Стрейнджем. Он был внуком леди Амелии Энн Софи Стэнли, дочери Джеймса Стэнли, 7-го графа Дерби. После его смерти титулы герцога и барона были разделены. Новым герцогом стал его племянник, Джон Мюррей, 3-й герцог Атолл (1729—1774), а баронский титул перешел к его дочери Шарлотте Мюррей, 8-й баронессе Стрейндж (1731—1805). Она вышла замуж за своего двоюродного брата, Джона Мюррея, 3-го герцога Атолла. Им наследовал их сын, Джон Мюррей, 4-й герцог Атолл и 9-й барон Стрейндж (1755—1830). В 1786 году для него были созданы титулы графа Стрейнджа и барона Мюррея из Стэнли (Пэрство Великобритании). В 1957 году после смерти его праправнука, Джеймса Стюарта-Мюррея, 9-го герцога Атолла и 14-го барона Стрейнджа (1879—1957), титулы герцога Атолла и барона Стрейнджа были разделены.
На баронский титул претендовали потомки трех дочерей 4-го герцога Атолла, леди Шарлотты, леди Амелии Софии и леди Элизабет. В 1965 году королева Елизавета пожаловала баронский титул Джона Драммонду из Мэггинча (1900—1982), который стал 15-м бароном Стрейнджем. Он был правнуком леди Шарлотты и её второго мужа, адмирала сэра Адама Драммонда из Мэггинча. Тем не менее, после его смерти в 1982 году на баронский титул стали претендовать его три дочери, Джейн Черри (1928—2005), Хизер Мэри (род. 1931) и Маргарет Эйприл Ирэн (род. 1939). В 1986 году титул был передан старшей дочери, Джейн Черри, которая стала 16-й баронессой Стрейндж. Она была женой капитана Хамфри ан Эванса (1922—2009), который вместе со своей женой принял фамилия «Драммонд из Мэггинча» в 1965 году. Леди Стрейндж была одной из девяноста избранных наследственных пэров, которые остались в Палате лордов после принятия Акта Палаты лордов 1999 года. В 2005 году после её смерти титул унаследовал её старший сын, Адам Хамфри Драммонд из Мэггинча, 17-й барон Стрейндж (род. 1953), который является настоящим носителем этого титула.

## Бароны Стрейндж, первая креация (1295)
- 1295—1311: Роджер ле Стрейндж, 1-й барон Стрейндж (ум. 1311), сын Джона ле Стрейнджа (ум. 1269)

## Бароны Стрейндж де Нокин, вторая креация (1299)
- 1299—1309: Джон ле Стрейндж, 1-й барон Стрейндж из Нокина (ок. 1254 — 8 августа 1309), сын Джона ле Стрейнджа (ум. 1275)
- 1309—1311: Джон ле Стрейндж, 2-й барон Стрейндж из Нокина (ок. 1282—1311), сын предыдущего
- 1311—1323: Джон ле Стрейндж, 3-й барон Стрейндж из Нокина (ок. 1297—1323), старший сын предыдущего
- 1323—1349: Роджер ле Стрейндж, 4-й барон Стрейндж из Нокина (15 августа 1301 — 29 июля 1349), младший брат предыдущего
- 1349—1382: Роджер ле Стрейндж, 5-й барон Стрейндж из Нокина (ок. 1327 — 26 августа 1382), сын предыдущего
- 1382—1397: Джон ле Стрейндж, 6-й барон Стрейндж из Нокина (ок. 1350 — 20 сентября 1397), сын предыдущего
- 1397—1449: Ричард ле Стрейндж, 7-й барон Стрейндж из Нокина (1 августа 1381 — 9 августа 1449), сын предыдущего
- 1449—1477: Джон ле Стрейндж, 8-й барон Стрейндж из Нокина (ок. 1440 — 16 октября 1477), сын предыдущего
- 1477—1514: Джоан ле Стрейндж, 9-я баронесса Стрейндж из Нокина (ок. 1460 — 20 марта 1514), единственная дочь предыдущего
  - Джордж Стэнли, 9-й барон Стрейндж из Нокина (де-юре по праву жены) (1460—1503), сын Томаса Стэнли, 1-го графа Дерби, муж предыдущей
- 1514—1521: Томас Стэнли, 2-й граф Дерби, 10-й барон Стрейндж (ум. 23 мая 1521), сын предыдущих
- 1521—1572: Эдвард Стэнли, 3-й граф Дерби, 11-й барон Стрейндж (10 мая 1508 — 24 октября 1572), сын предыдущего
- 1572—1593: Генри Стэнли, 4-й граф Дерби, 12-й барон Стрейндж (1531 — 25 сентября 1593), старший сын предыдущего
- 1593—1594: Фердинандо Стэнли, 5-й граф Дерби, 13-й барон Стрейндж (1559 — 16 апреля 1594), старший сын предыдущего
- 1921—1974: Элизабет Фрэнсис Филиппс, 14-я баронесса Стрейндж (10 июня 1884 — 12 декабря 1974), вторая дочь достопочтенного Паулина Эбни-Гастингса (второго сына Чарльза Эбни-Гастингса, 1-го барона Донингтона), и леди Мод Гримстон, третьей дочери Джеймса Гримстона, 2-го графа Верулама, с 1916 года — жена Джона Филиппса, 1-го барона Сент-Дэвидса
- 1974—1991: Джестин Реджинальд Остин Плантагенет Филиппс, 2-й виконт Сент-Дэвидс, 15-й барон Стрейндж (19 февраля 1917 — 10 июня 1991), единственный сын предыдущей
- 1991—2009: Колвин Джестин Джон Филиппс, 3-й виконт Сент-Дэвидс, 16-й барон Стрейндж (30 января 1939 — 29 апреля 2009), единственный сын предыдущего
- 2009 — настоящее время: Родри Колвин Филиппс, 4-й виконт Сент-Дэвидс, 17-й барон Стрейндж (род. 16 сентября 1966), старший сын предыдущего.

## Бароны Стрейндж, третья креация (1325)
- 1325—1335: Эвбул ле Стрейндж, 1-й барон Стрейндж.

## Бароны Стрейндж, четвертая креация (1628)

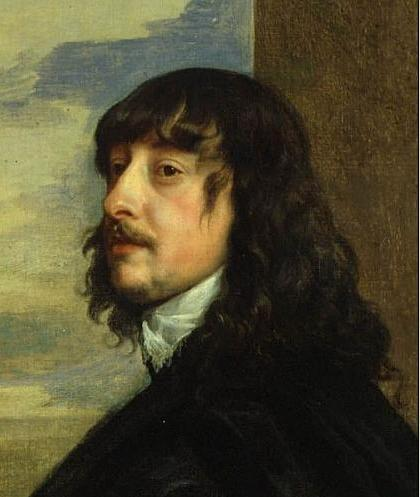
Джеймс Стэнли, 7-й граф Дерби (1636—1637)

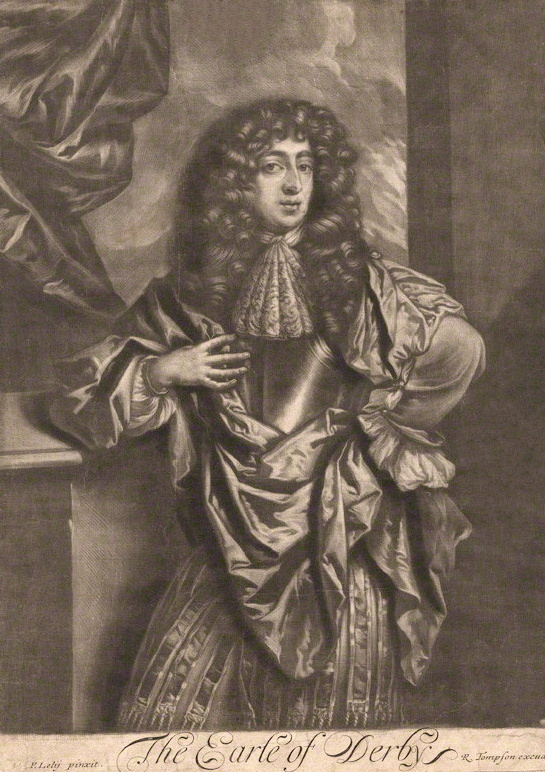
Уильям Стэнли, 9-й граф Дерби (1655—1702)

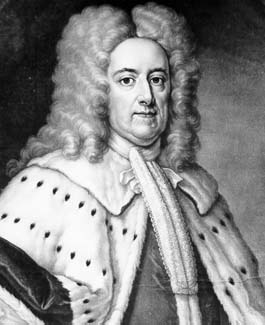
Джеймс Стэнли, 10-й граф Дерби

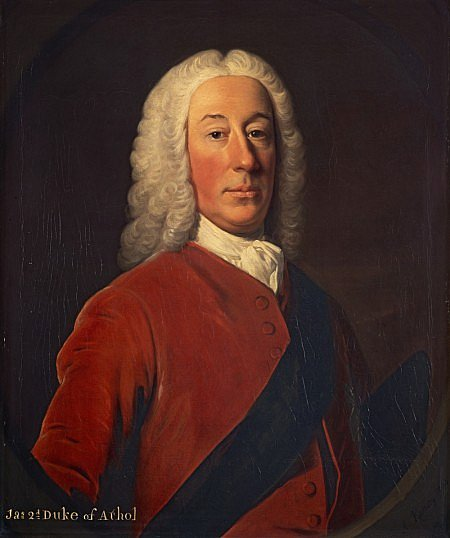
Джеймс Мюррей, 2-й герцог Атолл

- 1628—1651: Джеймс Стэнли, 7-й граф Дерби, 1-й барон Стрейндж (31 января 1607 — 15 октября 1651), старший сын Уильяма Стэнли, 6-го графа Дерби (1561—1642)
- 1651—1672: Чарльз Стэнли, 8-й граф Дерби, 2-й барон Стрейндж (19 января 1628 — 21 декабря 1672), старший сын предыдущего
- 1672—1702: Уильям Ричард Джордж Стэнли, 9-й граф Дерби, 3-й барон Стрейндж (18 марта 1655 — 5 ноября 1702), старший сын предыдущего
- 1714—1718: Генриетта Стэнли, 4-я баронесса Стрейндж (ум. 26 июня 1718), старшая дочь предыдущего
- 1718—1732: Генриетта Эшбернхем, 5-я баронесса Стрейндж (ум. 8 августа 1732), единственная дочь предыдущей от второго брака
- 1732—1736: Джеймс Стэнли, 10-й граф Дерби, 6-й барон Стрейндж (3 июля 1664 — 1 февраля 1736), второй сын Чарльза Стэнли, 8-го графа Дерби
- 1736—1764: подполковник Джеймс Мюррей, 2-й герцог Атолл, 7-й барон Стрейндж (28 сентября 1690 — 2 января 1764), третий сын Джона Мюррея, 1-го герцога Атолла (1659—1724)
- 1764—1805: Шарлотта Мюррей, 8-я баронесса Стрейндж (13 октября 1731 — 13 октября 1805), вторая дочь предыдущего, жена Джона Мюррея, 3-го герцога Атолла (1729—1774)
- 1805—1830: Джон Мюррей, 4-й герцог Атолл, 9-й барон Стрейндж (30 июня 1755 — 29 сентября 1830), старший сын предыдущих
- 1830—1846: Джон Мюррей, 5-й герцог Атолл, 10-й барон Стрейндж (26 июня 1778 — 14 сентября 1846), старший сын предыдущего
- 1846—1864: Джордж Огастес Фредерик Джон Мюррей, 6-й герцог Атолл, 11-й барон Стрейндж (20 сентября 1814 — 16 января 1864), старший сын генерал-лейтенанта сэра Джеймса Мюррея, 1-го барона Гленлайона (1782—1837), внук 4-го герцога Атолла
- 1864—1917: Джон Джеймс Хью Генри Стюарт-Мюррей, 7-й герцог Атолл, 12-й барон Стрейндж (6 августа 1840 — 20 января 1917), единственный сын предыдущего
- 1917—1942: Джон Джордж Стюарт-Мюррей, 8-й герцог Атолл, 13-й барон Стрейндж (15 декабря 1871 — 16 марта 1942), второй сын предыдущего
- 1942—1957: майор Джеймс Томас Стюарт-Мюррей, 9-й герцог Атолл, 14-й барон Стрейндж (18 августа 1879 — 8 мая 1957), младший брат предыдущего
- 1965—1982: Джон Драммонд, 15-й барон Стрейндж (6 мая 1900 — 13 апреля 1982), единственный сын капитана Малькольма Драммонда (1856—1924) и Джеральдин Маргарет Тиссен-Амхерст (ум. 1956), дочери лорда Амхерста из Хакни, потомок леди Шарлотты Мюррей (ум. 1832), дочери 4-го герцога Атолла
- 1986—2005: Джейн Черри Драммонд из Мэггинча, 16-я баронесса Стрейндж (17 декабря 1928 — 11 марта 2005), старшая дочь предыдущего
- 2005 — настоящее время: Адам Хамфри Драммонд из Мэггинча, 17-й барон Стрейндж (род. 20 апреля 1953), старший сын предыдущей
  - Наследник титула: достопочтенный Джон Адам Хамфри Драммонд (род. 3 ноября 1992), единственный сын предыдущего.

Титул лорда Стрейнджа использовался в качестве титула учтивости графами Дерби до Джеймса Стэнли, лорда Стрейнджа (1716—1771), канцлера герцогства Ланкастер (1762—1771). Он был старшим сыном Эдуарда Стэнли, 11-го графа Дерби (1689—1776), который, в отличие от своего родственника, 10-го графа Дерби, не пользовался титулом барона Стрейнджа (титул перешел к семейству Мюррей). В настоящее время наследники графов Дерби использует в качестве титула учтивости титул лорда Стэнли.